# Zavadovskiy Island
Zavadovskiy Island (russisch Остров Завадовского Ostrow Sawadowskowo) ist eine eisbedeckte und unbewohnte Insel im West-Schelfeis vor der Leopold-und-Astrid-Küste des ostantarktischen Prinzessin-Elisabeth-Lands. Sie liegt 19 km östlich von Mikhaylov Island.
Entdeckt wurde die Insel 1956 bei einer sowjetischen Antarktisexpedition. Namensgeber ist Iwan Iwanowitsch Sawadowski (1780–1837), stellvertretender Kommandant an Bord der Wostok bei der ersten russischen Antarktisexpedition (1819–1821) unter der Leitung von Fabian Gottlieb von Bellingshausen. Das Advisory Committee on Antarctic Names übertrug die russische Benennung 1965 ins Englische.